# Schefflera mathewsii
Schefflera mathewsii là một loài thực vật có hoa trong Họ Cuồng cuồng. Loài này được (Seem.) Harms miêu tả khoa học đầu tiên năm 1894.